# Tratado de Londres (1915)
El Tratado de Londres, también conocido como Treaty of London (en inglés) o Patto di Londra (en italiano), fue firmado en Londres el 26 de abril de 1915. Por él, Italia entró en la Primera Guerra Mundial del lado de la Entente. El tratado era secreto y los países firmantes fueron: El Reino de Italia, Reino Unido de Gran Bretaña e Irlanda, Francia y el Imperio ruso.
Según el tratado, Italia recibiría las zonas habitadas por italianos en el Imperio austrohúngaro, gran parte de la costa dálmata y el resto de los territorios balcánicos del Imperio austrohúngaro se repartiría entre tres Estados independientes: el Reino de Serbia, el Reino de Montenegro y Croacia.
A cambio, Italia se comprometía a abandonar la Triple Alianza, que la unía a los imperios alemán y austrohúngaro y entrar en la guerra del lado de la Entente. El cambio de bando se había acordado ya a comienzos de septiembre de 1914 en un convenio secreto firmado en Londres. La entrada en la guerra debía producirse en menos de un mes desde la firma del tratado y así se hizo; la declaración de guerra italiana se anunció el 23 de mayo.
La aplicación del tratado quedó muy condicionada por la disolución del Imperio austrohúngaro y el surgimiento de nuevas naciones, especialmente Yugoslavia, que no estaban dispuestas a aceptar las concesiones prometidas a Italia por la Entente, y por la entrada en la guerra de los Estados Unidos, que definieron nuevos objetivos bélicos y se negaron a admitir la entrega de territorios de mayoría eslava a Italia. Finalmente Italia obtuvo solo una parte de los territorios prometidos a través de una serie de acuerdos rubricados a inicios de la década de 1920. Por otra parte el régimen fascista italiano señaló que el país había sido engañado y no había logrado los territorios que le correspondían por las maquinaciones de sus aliados. A esta situación los italianos la denominaron la Vittoria Mutilata (en español, la victoria mutilada) debido a que consideraron que Reino Unido y Francia no hicieron lo suficiente para apoyarlos en sus reclamos territoriales.

## Negociaciones italianas
El 16 de octubre de 1914, murió el principal ministro del gabinete de Antonio Salandra y este cayó a finales de mes; fue reconstituido el 5 de noviembre de 1914 con la presencia del nuevo ministro de Asuntos Exteriores Sidney Sonnino. De ideas claras y moderado, Sonnino se había mostrado partidario de la inclusión del Reino de Italia en la Triple Alianza desde el comienzo. Ya en el verano de 1914 había defendido la entrada en guerra de Italia del lado de los Imperios Centrales. En noviembre, aún inseguros de su duración en el cargo, el primer ministro y su ministro de Asuntos Exteriores se mostraron muy cautos hacia los bandos enfrentados. A pesar de una campaña de prensa a favor de la inclusión de Istria y Dalmacia (con un 96 % de población eslava en la segunda y un 54 % en la primera) el Gobierno no exigió su entrega, aunque el diario de Sonnino, el Giornale d'Italia, se mostró favorable a los irredentistas.

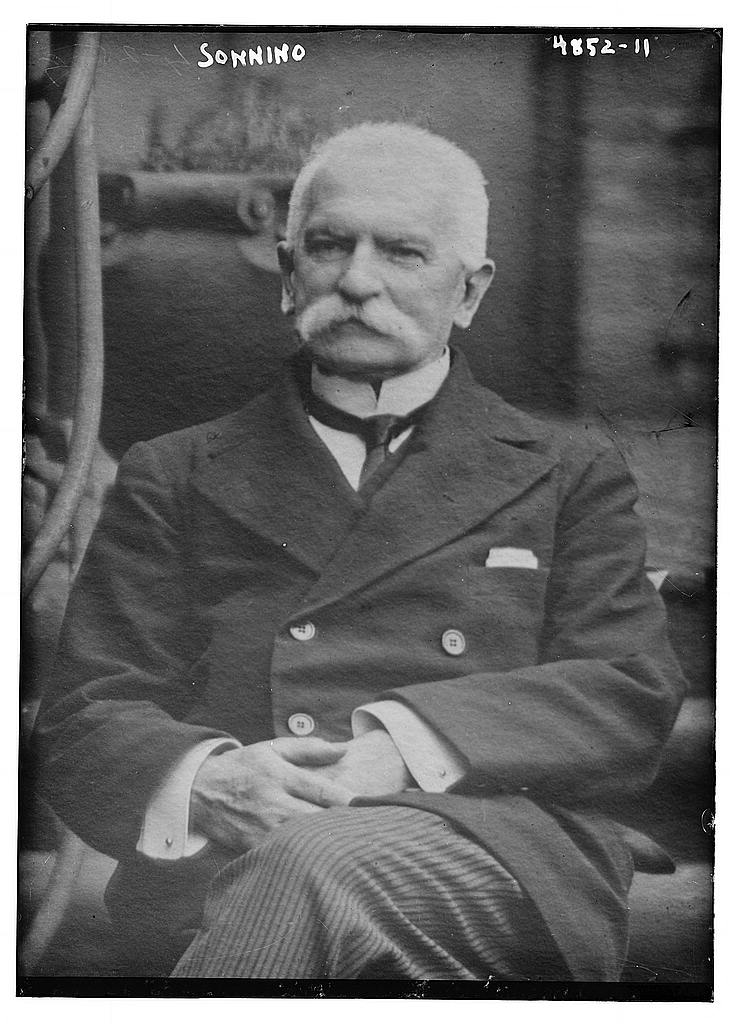
El ministro de Asuntos Exteriores italiano, Sidney Sonnino, que llevó a cabo negociaciones secretas en paralelo con los dos bandos enfrentados en la Primera Guerra Mundial, y firmó finalmente el Tratado de Londres con la Entente.

El 3 de diciembre de 1914, el Gobierno recibió el respaldo del parlamento y Sonnino decidió pasar a la acción, ordenando al embajador italiano en Viena, el duque de Avarna, que reclamase compensaciones territoriales al Imperio austrohúngaro de acuerdo al artículo VII del pacto de la Triple Alianza. El Gobierno de Viena no había respetado las cláusulas del tratado de alianza, que estipulaban la consulta al resto de aliados antes del comienzo de operaciones militares y la compensación a Italia en caso de ventajas en los Balcanes para Austria-Hungría, y había permitido así que el Gobierno de Roma pudiese mantener la neutralidad en la guerra. Una vez quedó clara la imposibilidad de una rápida victoria austro-germana, Italia decidió negociar con los dos bandos para lograr el mayor beneficio posible de la situación.
El 24 de diciembre de 1914, tras un tiroteo en el puerto de Valona, la ciudad fue ocupada por tropas italianas, teóricamente para proteger a los residentes italianos. Sonnino se apresuró a asegurar a los austrohúngaros que la ocupación sería temporal, para evitar que a su vez exigiesen compensaciones territoriales como él mismo estaba haciendo por el ataque al Reino de Serbia.
Aunque Sonnino apoyaba la campaña de prensa que reclamaba la entrega de Dalmacia al Reino de Italia, el Gobierno no exigía aún su entrega, usando la publicidad simplemente para que el Gobierno vienés accediese a entregar el Trentino y Trieste, sus verdaderos objetivos en aquel momento. Las conversaciones entre Sonnino y el embajador austrohúngaro Macchio no lograron sus frutos, ya que este último utilizó una táctica dilatoria para retrasar las posibles compensaciones territoriales a Italia.
El ministro de Asuntos Exteriores austrohúngaro, el conde Leopold Berchtold, fue entonces sustituido por el húngaro barón Esteban Burián, amigo y protegido del primer ministro húngaro Esteban Tisza. Berchtold se había mostrado contrario a las indicaciones alemanas de acceder a las peticiones territoriales italianas. Burián mantuvo la misma actitud de su predecesor, convencido de que las amenazas de Sonnino eran un farol.
El 17 de febrero de 1915, Sonnino exigió tener derecho a veto sobre las operaciones militares austrohúngaras en los Balcanes a menos que el Gobierno de Viena cediese a las reclamaciones italianas. La delicada situación del frente oriental, la epidemia de tifus que acababa de estallar en la península balcánica y la actitud de Sonnino detuvieron las operaciones militares de Viena durante los primeros meses de 1915. Alemania redobló sus presiones sobre el Gobierno austrohúngaro para satisfacer a los italianos.
El 9 de marzo de 1915, Burián comunicó al embajador italiano su disposición a negociar la cesión de territorio austrohúngaro, a lo que hasta entonces su Gobierno se había negado.

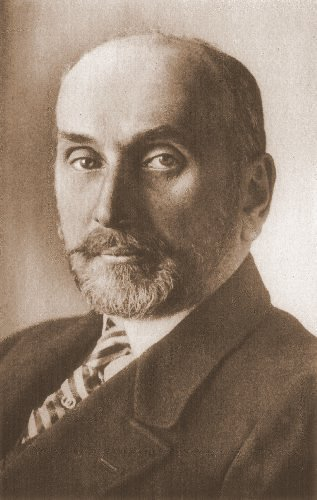
Sergéi Sazónov, ministro de Asuntos Exteriores ruso y principal opositor a las exigencias italianas para entrar en la guerra del bando de la Triple Entente por sus efectos adversos para las aspiraciones eslavas en los Balcanes.

Mientras y secretamente, sin embargo, Sonnino había dado instrucciones al embajador italiano en Londres, el marqués Imperiali, para que entablase conversaciones con la Triple Entente y expusiese las condiciones en las que Italia estaba dispuesta a entrar en la guerra de su lado. Sonnino se mostró especialmente interesado en mantener secretas estas conversaciones paralelas y en ocultarlas al Gobierno serbio. A partir de ese momento, Sonnino mantuvo negociaciones paralelas con los dos bandos enfrentados. Las exigencias italianas se presentaron a lord Grey el 4 de marzo.
Serbia y los representantes del Comité Yugoslavo acabaron enterándose de los manejos de Sonnino, y tuvieron en el ministro de Asuntos Exteriores ruso, Serguéi Sazónov, a su mejor adalid. Italia explicó su deseo de obtener Dalmacia no por su población italiana, sino por razones estratégicas, para controlar el Adriático. Durante las siguientes semanas, Sazónov se mostró contrario a las exigencias italianas, que consideraba excesivas, mientras que los Gobiernos francés y británico mostraban su impaciencia porque Italia entrase cuanto antes en la contienda, creyendo que su participación les daría la victoria.
El 29 de marzo de 1915, el Gobierno italiano renunció por fin a conseguir Split, lo que los franceses utilizaron para presionar a los rusos y empujarlos a aceptar el resto de reclamaciones italianas. Sazónov, sin embargo, no accedió, considerando estas contrarias al principio de nacionalidad por el que supuestamente estaban combatiendo. La opinión pública rusa se preocupaba por el destino de las poblaciones eslavas y especialmente por la serbia, y el ministro de Asuntos Exteriores ruso creía que no aceptaría las concesiones que Italia exigía.
El 1 de mayo de 1915, Edward Grey fue relevado en las negociaciones por Herbert Henry Asquith por parte británica.
Mientras, las negociaciones con Viena encontraron un nuevo escollo: la exigencia italiana de que los territorios cedidos fuesen entregados de inmediato (21 de marzo de 1915) y no tras el final de la guerra, como proponían los austrohúngaros. El 27 de marzo de 1915, Burián comunicó al embajador italiano que el emperador había accedido a entregar el Trentino a cambio de la neutralidad italiana y su aquiescencia a las campañas austrohúngaras en los Balcanes. El 8 de mayo de 1915, Sonnino respondió a la propuesta con un memorándum de once artículos con las reclamaciones italianas.
Mientras tanto, entre marzo y abril, se aceleraron los preparativos militares en Italia. En Londres Asquith redactaba una propuesta que reflejaba la postura rusa, como última oferta para los italianos. El 9, ante la falta de acuerdo, volvió a presentar una propuesta por la que Italia conseguía la costa dálmata entre Zara y el cabo Planka, Curzola y sus islas menores, y la desmilitarización de la costa entre Planka y Cattaro, salvo la que se entregaría a Serbia. El 14, el marqués Imperiali aceptó esta oferta, renunciando a la península de Sabioncello. Solamente reclamó que no se erigiesen fortificaciones en las cercanías de Cattaro, mientras que Sazónov aceptó que la representación internacional de Albania quedase en manos italianas. Siguió exigiendo, sin embargo, que continuasen las negociaciones sobre ciertos detalles.
Francia y el Reino Unido de Gran Bretaña e Irlanda presionaron entonces al zar Nicolás, que ordenó ceder a Sazónov, a pesar de sus aprensiones sobre lo correcto del pacto. El 21 de abril de 1915, Sazónov indicó al embajador ruso en el Reino Unido que rubricase el acuerdo.
El 16 de marzo de 1915, el Gobierno austrohúngaro respondió a las exigencias italianas, de manera en general negativa. Ante esta, el pacto con la Entente se firmó el 26 de mayo de 1915 en Londres, comprometiéndose el Reino de Italia a entrar en guerra inmediatamente contra el Imperio austrohúngaro y el alemán —tenía un mes desde la rúbrica del documento para hacerlo— y a no firmar una paz por separado. A pesar del deseo italiano de no contender con Alemania, finalmente aceptó declarar la guerra al conjunto de enemigos de la Entente.
El documento final lo firmaron el 26 de abril Paul Cambon por Francia, Imperiali por Italia, Edward Grey en nombre del Reino Unido y el embajador ruso como representante de su país.

## Reparto de territorios
Según el acuerdo, Italia recibiría:

Territorios prometidos a Italia según el Tratado de Londres y frontera final tras las negociaciones de posguerra para el periodo de entreguerras (1924-1941).

1. El Tirol[25] hasta la separación de cuencas, situada en los Alpes, que incluía las provincias del Trentino-Alto Adigio.[23][21]
2. Trieste.[23]
3. El condado de Gorizia y Gradisca.[23]
4. Istria,[25] sin Fiume (Rijeka).[21]
5. Parte de Carniola (los distritos de Vipava, Idrija y Ilirska Bistrica, excluyendo Postojna).
6. El norte de Dalmacia,[25] incluyendo Zara (en croata: Zadar) y la mayoría de las islas del Adriático.[23]
7. El archipiélago del Dodecaneso,[27][25] controlado desde la guerra ítalo-turca de 1911-1912.[21]
8. Vlorë (del italiano: Valona).[27][21]
9. El control de la política exterior de la nueva Albania, reducida por la partición de la mayoría del territorio entre el Reino de Serbia y Reino de Grecia.[21]
10. Parte de las colonias alemanas en África y Asia, en caso de que Francia y Reino Unido obtuviesen nuevas colonias.[27][28] Se confirmaba además la posesión italiana de Libia.[28]
11. Antalya, en caso de que se repartiese Asia Menor.[27][28][25] Los límites de este territorio quedaban, empero, sin delimitar claramente.[25]

en 1915:
     Territorio asignado a Serbia
     Territorio a repartir entre Serbia y Montenegro
]]
Con los cambios fronterizos propuestos entre Italia y el Imperio, basados tanto en la unión de los italianos del Imperio austrohúngaro como en razones de defensa estratégica, aquella recibía una minoría de cerca de un cuarto de millón de alemanes y tres cuartos de millón de eslavos. Las ganancias territoriales en el Adriático garantizaban también el control del mismo, una de las aspiraciones italianas. Las concesiones al Reino de Italia se agrupan en cuatro sectores, definidos con precisión variable:
- El Noroeste, donde las peticiones italianas habían quedado satisfechas.
- El Adriático y los Balcanes, donde Italia había tenido que realizar algunas concesiones.
- Asia Menor, donde las concesiones eran más generales y menos definidas.
- África, donde la ambigüedad de las cláusulas era mayor.

A Serbia se le prometió:
1. La costa dálmata entre el río Krka y Ston, incluyendo la península de Pelješac (del italiano: Sabbioncello), el puerto de Split (del italiano: Spalato), y la isla de Brač (del italiano: Brazza).

A Montenegro se le adjudicaban:
1. La costa dálmata entre Budva y Ston, incluyendo Ragusa y la bahía de Kotor (en italiano: Cattaro, desmilitarizado[21]), excluyendo la península de Pelješac.
2. La costa sur, hasta el puerto albanés de Shëngjin (del italiano: San Giovanni di Medua).

Asimismo, aunque sin mucho detalle, se prometió al Reino de Serbia:
1. Bosnia y Herzegovina.
2. Srem.
3. Bačka.
4. Eslavonia (a pesar de los reparos italianos).
5. Partes de Albania, que quedaría dividida entre el Reino de Serbia, el Reino de Montenegro y el Reino de Grecia, sin detallar.

La ciudad adriática de Fiume, objeto de duras disputas en la posguerra entre Italia y Yugoslavia, quedaba asignada «a Croacia, Serbia y Montenegro».
Los italianos reclamaron que la posesión de la costa entre Zara e Istria se decidiese tras la guerra, a lo que accedieron los países de la Entente. Además, insistieron en que no debía comunicarse el acuerdo a Serbia, cosa que no lograron, pues la Entente envió una nota oficial sobre el mismo el 4 de agosto de 1915 en la que se indicaban sus ganancias territoriales que recibiría al terminar la guerra. A finales de abril de 1915, partidarios de Yugoslavia en Gran Bretaña ya conocían a grandes rasgos las características del acuerdo, gracias a las confidencias de Sazonov, obtenidas por Frano Supilo.
Sonnino, a pesar de haber firmado el pacto con la Entente, alargó las negociaciones con Viena. El 3 de mayo de 1915, el embajador austrohúngaro en Roma se enteró de la conclusión de las negociaciones con la Entente y avisó a Burián, que trató de mejorar su oferta anterior a los italianos, pero demasiado tarde: el mismo día Sonnino rescindía la alianza con los Imperios Centrales. Aun así recibió a Macchio el 6, mostrándose dispuesto a comunicar sus propuestas al gabinete.
La población, inflamada repentinamente de nacionalismo, forzó al Parlamento, favorable a mantener la neutralidad del país, a aprobar el pacto con la Entente, lo que hizo caer al gabinete de Salandra el 13 de mayo de 1915. Rechazada la renuncia por el rey, el parlamento se avino a aceptar el Tratado y a conceder plenos poderes al Gobierno el 20 de mayo de 1915, por amplia mayoría.
El 23 de mayo de 1915, se declaraba la guerra al Imperio austrohúngaro, aunque no con los resultados esperados por los Aliados.
El pacto, que debía haber permanecido en secreto, fue publicado por los bolcheviques rusos tras su toma del poder en el diario Izvestia, en noviembre de 1917.

## Clarificación: el acuerdo de St. Jean de Maurienne
La futura partición del Imperio otomano se decidió entre los tres socios originales de la Triple Entente, sin tener al comienzo en cuenta a Italia. Esta no recibió información sobre los acuerdos anteriores o posteriores al tratado por el que entró en la contienda y sus intentos de lograr esta información fueron baldíos hasta el otoño de 1916. Dada la vaguedad de la cláusula sobre el Imperio otomano del tratado, continuaron las negociaciones para definir con más claridad la porción que le correspondería a Italia en caso de desmembramiento del Imperio, lo que se logró en el Acuerdo de Saint-Jean-de-Maurienne en abril de 1917. A cambio Italia reconocía los acuerdos anteriores franco-británicos, en especial el Tratado Sykes-Picot.
Italia habría de obtener el suroeste de Asia Menor, llegando hasta la concesión francesa por el este y hasta Esmirna por el norte, junto con una zona de influencia al norte de esta. El acuerdo, sin embargo, quedaba sujeto a la aprobación del Gobierno ruso, que acababa de cambiar con el triunfo de la Revolución de Febrero que había acabado con el zarismo. Rusia nunca llegó a expresar su opinión sobre el acuerdo, que jamás llegó a ser ratificado como tratado formal. Juntos, no obstante, el Tratado de Londres y el Acuerdo de St. Jean de Maurienne reunían las aspiraciones italianas en caso de victoria de la Entente.

## Cambios de la situación bélica
Dos hechos fundamentales afectaron a la aplicación del tratado tras la guerra mundial:
- El aumento del descontento de las comunidades que formaban el Imperio austrohúngaro al alargarse la contienda, y la creación de movimientos independentistas, en general mal vistos por el Gobierno italiano.[34] Su mayor acercamiento a estos se dio con los mayores reveses bélicos para Italia tras la derrota de Caporetto, tras los que se celebró el «Congreso de Nacionalidades Oprimidas» en Roma en abril de 1918.[34]
- La entrada en el conflicto de los Estados Unidos del lado de la Entente.[35] El poderío estadounidense y las circunstancias de su entrada en guerra les convirtieron en el forjador de los objetivos de los Aliados en la guerra, reflejados en los «Catorce Puntos» del presidente Woodrow Wilson.[35] El noveno de ellos se refería a Italia e indicaba que «un reajuste de las fronteras de Italia debería realizarse de acuerdo con líneas nacionales claramente reconocibles», lo que chocaba con lo estipulado por el tratado de 1915.[35] La debilidad italiana hizo que el Gobierno no se enfrentase a los estadounidenses acerca de este punto y optase por aceptar los puntos de Wilson junto con el tratado de 1915.[35]

## La Conferencia de París

### Negociaciones y estancamiento

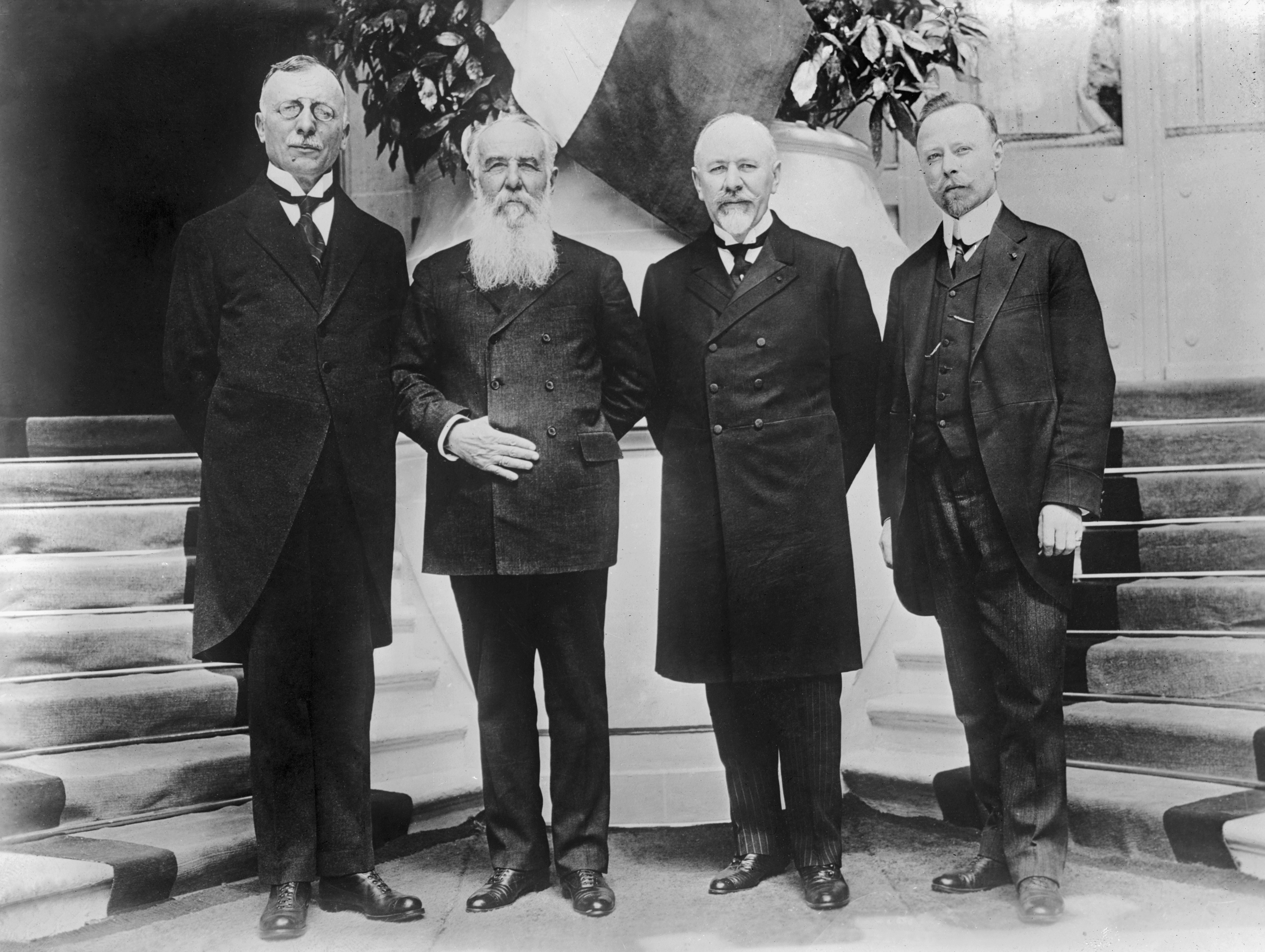
Parte de la delegación yugoslava en la Conferencia de Paz de París: Ante Trumbić (tercero por la izquierda), Nikola Pašić (segundo), Milenko Vesnić (primero) y Ivan Žolger. Algunos delegados eran de procedencia austrohúngara, para disgusto italiano.

Después de la guerra, la posición italiana era complicada. Exigir el cumplimiento del Tratado de Londres hubiese significado un conflicto inmediato con Wilson, mientras que su abandono era un riesgo que ningún Gobierno italiano podía aceptar; quedaba la opción de una cesión parcial a cambio de compensaciones, que requerirían la aquiescencia del resto de potencias que habrían de otorgarlas.
Tras la llegada de Wilson a París el 4 de diciembre de 1918, las relaciones entre este y los representantes italianos no mejoraron. El informe de los expertos estadounidenses no tenía en cuenta las disposiciones del tratado de 1915, definía una frontera intermedia entre la basada en el idioma y la que dictaban los intereses de seguridad italianos. Los italianos respondieron solicitando la frontera definida en el tratado con pequeñas modificaciones y añadiendo la petición de poder anexionarse Fiume, que produjo una disputa exagerada. La ciudad, enclave de población italiana en una región de mayoría eslava, había quedado asignada a Croacia en el Tratado de Londres. La agitación nacionalista en Italia, permitida por el Gobierno, había colocado a este en una situación que le impedía ceder en su demanda por la ciudad, a pesar de no haber sido reclamada anteriormente.
Los italianos expresaron su deseo de negociar únicamente con Serbia y Montenegro como aliados suyos durante la contienda, pero no con representantes del enemigo derrotado, categoría en la que englobaban a los representantes del nuevo Reino de los Serbios, Croatas y Eslovenos. Su malestar con la delegación yugoslava era aún mayor al contarse entre sus miembros antiguos diputados austrohúngaros (como los croatas Ante Trumbić y Josip Smodlaka y el esloveno Otokar Rybář). Un delegado, el esloveno Ivan Žolger, había sido incluso ministro del gabinete austriaco durante la guerra.
En abril, con el regreso a la conferencia del presidente estadounidense, se retomó el caso italiano, ofreciendo franceses y británicos el cumplimiento estricto del Tratado de Londres (lo que excluía la concesión de Fiume a Italia) o la entrega de Fiume y el abandono del tratado. Ante la falta de acuerdo, Wilson decidió hacer un llamamiento al pueblo italiano dejando de lado a su Gobierno, con el que logró únicamente enfurecer a la opinión pública italiana y que los representantes italianos se retirasen de la conferencia de paz. Durante la ausencia italiana los Aliados decidieron enviar la expedición militar a Esmirna, decisión que aquellos aceptaron tras su regreso a París dos semanas más tarde. La repartición de mandatos se realizó también mientras los italianos se hallaban lejos de París.

### Avances y definición de fronteras en los Balcanes

Tirol, desmembrado en 1918. Parte quedó en el lado austriaco de la frontera (en oscuro) y se llamó Nordtirol y Osttirol (Tirol Septentrional y Tirol Oriental, respectivamente), que formaron el Estado Federado de Tirol.

A pesar de la continuación de las conversaciones, centradas siempre en el destino de Fiume, no hubo avances hasta la firma del tratado con Alemania y la marcha de Wilson el 28 de junio. La oposición de Wilson y su capacidad de vetar cualquier acuerdo impedían los progresos.
En septiembre, sin embargo, el tratado con Austria fue favorable a Italia, que logró la frontera de los Alpes como se había le prometido en Londres en 1915.
Incapacitado Wilson y derrotado su partido en las elecciones de Estados Unidos y hartos Francia y el Reino Unido de las inacabables conversaciones, estos decidieron que las negociaciones pasasen a realizarse directamente entre italianos y yugoslavos. Esto llevó a un rápido acuerdo que se plasmó en el Tratado de Rapallo de noviembre de 1920. Este concedía a Italia la frontera que deseaba en el noreste, pero limitaba sus ganancias en el Adriático a cuatro islas y la ciudad de Zara. Fiume y sus alrededores se establecían como Estado libre.
Albania fue evacuada y su independencia reconocida según las fronteras trazadas en 1913, salvo la isla de Saseno, a la entrada de la bahía de Valona, que Italia se anexionó.

## Acontecimientos posteriores
En Asia Menor, los griegos aprovecharon la ausencia italiana en la primavera para lograr que fuesen sus tropas las enviadas a Esmirna, situación que los italianos aceptaron tras débiles protestas a su regreso a la conferencia de paz. Por el Tratado de Sèvres firmado el 10 de agosto de 1920, Italia vio reconocida la posesión del Dodecaneso y se le concedió una zona de influencia en Anatolia, que se correspondía aproximadamente a la definida en los acuerdos de St. Jean de Maurienne, salvo en los alrededores de Esmirna. Italia, insatisfecha con el resultado, se apresuró a mostrar su simpatía a Mustafá Kemal tan pronto como surgió el movimiento nacionalista, evitando respaldar a las tropas griegas. En el Tratado de Lausana que puso fin a la guerra Italia conservó la posesión del Dodecaneso.
En África, mencionada en los artículos 10 y 13 del Tratado de Londres, Italia logró la concesión final de Libia por parte del sultán otomano en el Tratado de Sèvres, tras haber tenido que reconquistar el territorio, controlado precariamente, en 1919.
Las colonias alemanas, por su parte, fueron repartidas como mandatos durante la ausencia italiana, saliendo el Reino Unido muy beneficiado, seguido de Francia. Italia exigió ser compensada, pero aceptó la repartición realizada. Quedó entonces la posibilidad de rectificaciones fronterizas, que se decidió debían negociarse bilateralmente entre Italia por una parte y Francia y el Reino Unido por la otra. El 12 de septiembre de 1919, Francia e Italia alcanzaban un acuerdo, que cedía ciertos salientes de la frontera entre Libia y las colonias francesas a los italianos. En 1925 se produjo la firma del acuerdo con Gran Bretaña en el que Italia logró la frontera que deseaba entre Libia y Egipto.
En Somalia, ante la negativa francesa a ceder la Somalia Francesa, se ofreció la entrega de cierto territorio junto al río Juba, que Italia aceptó.